# Protanyderus yankovskyi
Protanyderus yankovskyi är en tvåvingeart som beskrevs av Alexnder 1938. Protanyderus yankovskyi ingår i släktet Protanyderus och familjen Tanyderidae. Inga underarter finns listade i Catalogue of Life.